# Palácio da Liberdade (Curitiba)
O Palácio da Liberdade é um prédio histórico localizado em Curitiba, capital do estado brasileiro do Paraná. Situado na Rua Barão do Rio Branco, o edifício é sede do Museu da Imagem e do Som do Paraná. De arquitetura eclética, referência das nobres edificações da cidade construídas entre a segunda metade do século XIX e início do século seguinte, possui estilo neoclássica greco-romana.

## História
Na década de 1870, o engenheiro (de origem italiana) Ernesto Gaita foi contratado para construir uma residência para o seu colega Leopoldo Ignácio Weiss (a quem atribui-se, em parte, a arquitetura do imóvel), ao qual foi concluída no final dos anos de 1880 e estando, esta, localizada numa das ruas mais movimentadas da Curitiba do final do século XIX: a Rua da Liberdade (atual Rua Barão do Rio Branco).
A então residência de Ignácio Weiss mudou de proprietário em 1890, quando o recém governo republicano brasileiro adquiriu, para a União (mais precisamente, a Fazenda Nacional), o imóvel, transformando-o no Palácio da Liberdade, sede do Governo Estadual e residência para o presidente do estado. Em pouco tempo, o imóvel passou a ser propriedade definitiva do Estado do Paraná e até 1937 foi sua sede. As décadas seguintes, o palácio abrigou vários departamentos públicos, como a Secretaria do Interior e Justiça, a COSIPE, a Secretaria de Obras Públicas e em 1989 transformou-se em sede do MIS-PR (Museu da Imagem e do Som do Paraná), estando, a partir de 2002, fechado ao público e aguardando reformas em toda a sua estrutura.
Em 20 de junho de 1977, o Palácio da Liberdade foi tombado pelo Patrimônio Histórico e Cultural do Estado do Paraná, como edifício de referência histórica do século XIX para a cultura local e estadual.
O imóvel, além de apresentar suas linhas arquitetônicas de época, possui um grande vitral, no centro do prédio, e um mural de artista Poty Lazzarotto, localizado no pátio externo.